# Lepirudină
Lepirudina (cu denumirea comercială Refludan) este un medicament anticoagulant acționând ca un inhibitor direct de trombină (factorul IIa al coagulării), bivalent; este o formă de hirudină recombinantă. Calea de administrare disponibilă este cea intravenoasă (injectabil/perfuzabil).